# Maria Francisca Elisabeth von Savoyen
Maria Francisca Elisabeth von Savoyen (auf Portugiesisch: Maria Francisca Isabel de Sabóia, princesa de Sabóia) (* 21. Juni 1646 in Paris; † 27. Dezember 1683 in Palhavã) war von 1666 bis 1668 sowie 1683 Königin von Portugal.

## Leben

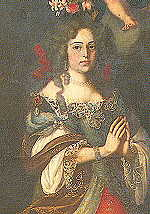
Maria Francisca von Savoyen, Königin von Portugal

Maria Francisca war die zweite Tochter von Karl Amadeus von Savoyen, Herzog von Nemours und Aumale, und dessen Frau Élisabeth de Bourbon, einer Enkeltochter des französischen Königs Heinrich IV.
König Ludwig XIV. wollte sein Bündnis mit Portugal festigen, das gegen den gemeinsamen Feind Spanien gerichtet war. Er vereinbarte zu diesem Zweck eine Heirat von Maria Francisca mit dem portugiesischen König Alfons VI., der aber geistig und körperlich behindert war. Die Ferntrauung wurde am 27. Juni 1666 geschlossen und die Braut anschließend von der Flotte ihres Onkels, des Herzogs von Beaufort, nach Portugal überführt. Am 2. August 1666 fand ihre Heirat mit dem portugiesischen König in Lissabon statt.
Die schöne, energische und geistreiche Maria Francisca brachte ihrem Gemahl von Anfang an keinerlei Zuneigung entgegen, sondern verliebte sich in dessen jüngeren Bruder, den späteren portugiesischen König Peter II. Sie verbündete sich mit diesem gegen ihren Ehemann und erreichte gemeinsam mit ihm, dass Alfons VI. zunächst seinen Ersten Minister, Luís de Vasconcelos e Sousa, 3. Graf von Castelo Melhor, entlassen und bald danach völlig auf die Ausübung seiner Regierung verzichten musste (1667). Alfons VI. wurde gezwungen, zunächst ins Exil nach Terceira auf den Azoren zu gehen; später lebte er im Palast von Sintra unter Hausarrest. Peter (II.) fungierte als Regent für seinen abgesetzten Bruder bis zu dessen Tod.
Die Ehe von Maria Francisca und Alfons VI. wurde am 28. März 1668 annulliert, angeblich weil Alfons nicht in der Lage gewesen sein soll, die Ehe zu vollziehen. Daraufhin heiratete Maria Francisca mit dem Dispens des Papstes am 2. April 1668 ihren geliebten Prinzregenten Peter (II.), auf den sie einen starken Einfluss ausübte. Peter wurde nach dem Tod Alfons’ VI. (12. September 1683) neuer König, doch noch am Ende des gleichen Jahres verschied auch Maria Francisca. Ihre Ehe mit Alfons VI. war kinderlos geblieben; mit Peter II. hatte sie eine 1669 geborene Tochter Isabel Luisa Josefa, die u. a. dem Herzog Viktor Amadeus II. von Savoyen versprochen wurde, aber bereits 1690 im Alter von 21 Jahren verstarb.